# Hakea dactyloides
Hakea dactyloides är en tvåhjärtbladig växtart som först beskrevs av Gaertn. f., och fick sitt nu gällande namn av Antonio José Cavanilles. Hakea dactyloides ingår i släktet Hakea och familjen Proteaceae. Inga underarter finns listade i Catalogue of Life.